# تعاونية الحميشية (السهيبة)
تعاونية الحميشية هو دُوَّار يقع بجماعة أولاد حسين، إقليم سيدي سليمان، جهة الرباط سلا القنيطرة في المملكة المغربية. ينتمي الدوّار لمشيخة السهيبة التي تضم 13 دوار. يقدر عدد سكانه بـ 250 نسمة حسب الإحصاء الرسمي للسكان والسكنى لسنة 2004.

## روابط خارجية
- البوابة الوطنية للجماعات الترابية نسخة محفوظة 12 مارس 2018 على موقع واي باك مشين.
- المندوبية السامية للتخطيط